# Xie Huilin
Xie Huilin (chinesisch 謝惠琳 / 谢惠琳, Pinyin Xiè Huìlín; * 17. Januar 1975 in Shanghai) ist eine ehemalige chinesische Fußballspielerin.

## Karriere

### Nationalmannschaft
Mit der chinesischen A-Nationalmannschaft hatte sie ihre erste Turnierteilnahme mit der Weltmeisterschaft 1995, wo sie bis auf das erste in allen Spielen der Mannschaft eingesetzt wurde. Ein Jahr darauf war sie dann auch beim Fußball-Turnier der Olympischen Spiele 1996 dabei, wo sie mit ihrem Team die Silber-Medaille gewann. Bei der Weltmeisterschaft 1999 schaffte sie es dann bis ins Finale, scheiterte hier jedoch am Ende gegen Deutschland. Danach war sie auch wieder beim Olympiaturnier im Jahr 2000 im Kader der dortigen Mannschaft. Diesmal kam sie mit ihrer Mannschaft aber nicht über die Gruppenphase hinaus.